# Сахновка (Павлодарская область)
Сахновка (каз. Сахновка) — село в Щербактинском районе Павлодарской области Казахстана. Административный центр Карабидайского сельского округа. Код КАТО — 556847100.

## Население
В 1999 году население села составляло 856 человек (414 мужчин и 442 женщины). По данным переписи 2009 года, в селе проживало 329 человек (152 мужчины и 177 женщин).